# A Szegedi Tudományegyetem híres diákjainak és tanárainak listája
Az alábbi lista a Szegedi Tudományegyetem egykori és jelenlegi hallgatói és tanárai közül sorolja fel a nevezeteseket.
| Ábécé szerinti tartalomjegyzék                                                                           |
| --- |
| A, Á B C Cs D Dz Dzs E, É F G Gy H I, Í J K L Ly M N Ny O, Ó Ö, Ő P Q R S Sz T Ty U, Ú Ü, Ű V W X Y Z Zs |

## Tanárok, professzorok

### A, Á
- Anderle Ádám történész
- Apáthy István zoológus
- A. Sajti Enikő történész

### B
- Balázs Mihály irodalomtörténész
- Balogh Elemér jogász
- Baló József patológus
- Bálint Sándor néprajzkutató
- Banner János néprajztudós
- Barczi Erzsébet
- Bartók György
- Bartók Mihály
- Bartucz Lajos
- Bay Zoltán
- Becaei József
- Bernáth Árpád
- Berta Árpád
- Bibó István politikus
- Bognár Cecil Pál
- Bónis György
- Bruckner Győző kémikus
- Budó Ágoston
- Buza László

### C
- Cholnoky Jenő
- Concha Győző
- Czutor Zoltán

### Cs
- Csapó Benő
- Csatári Bálint
- Csákány Béla
- Csengery János
- Csernus Sándor
- Csetri Lajos
- Csirik János
- Csordás László
- Csörgő Sándor

### E, É
- Ereky István

### F
- Fábián Tamás (geográfus)
- Fejér Lipót
- Finkey Ferenc
- Fodor Gábor (kémikus)
- Fodor Géza (matematikus)
- Fröhlich Pál

### G
- Gábor Miklós (gyógyszerkutató)
- Gerecs Árpád
- Gombocz Zoltán
- Gönczi Pál
- Greguss Pál

### Gy
- Győrffy István (botanikus)

### H
- Haar Alfréd
- Halász Előd
- Hegyi Péter
- Horváth Barna (jogtudós)
- Hőgyes Endre

### I, Í
- Imre Sándor (pedagógus)
- Issekutz Béla (farmakológus)

### J
- Jakucs László
- Jancsó Miklós
- id. Jancsó Miklós
- Dusev-Janics Natasa
- Joób Márton
- József Attila
- Juhász Gyula (költő)

### K
- Kalmár László
- Karády István
- Kemény Lajos (orvos)
- Kenesei István (nyelvész)
- Kerese István
- Kerékjártó Béla
- Keveházi Katalin
- Kiss Árpád (kémikus)
- Kiss Tímea
- Klemm Antal
- Koch Sándor mineralógus
- Koi Gyula
- Kolosváry Gábor
- Kolosváry Sándor
- Koltay-Kastner Jenő
- Kovács Zoltán matematikatanár
- Kovács Zoltán geográfus
- Környey István
- Kristó Gyula

### L
- Laky Dezső

### M
- Mader Béla
- Makk Ferenc
- Maróti Egon
- Marót Károly
- Martonyi János (jogász)
- Martonyi János (politikus)
- Márki Sándor
- Mészöly Gedeon
- Miskolczy Dezső
- Monok István

### N
- Nagy Ernő (jogász)
- Nagy Ferenc (jogász, 1948)
- Nagy Ferenc (jogász)
- Németh T. Enikő

### O
- Ortvay Rudolf
- Osztás Anett

### P
- Pál-Molnár Elemér
- Petri Gábor
- Péter László irodalomtörténész
- Polner Ödön
- Pólay Elemér
- Purjesz Béla

### R
- Rusznyák István
- Riesz Frigyes
- Rédei László
- Radnóti Miklós
- Radó Tibor
- Róna-Tas András
- Rosztóczy András
- Rosztóczy István

### S
- Somló Bódog
- Schneller István (pedagógus)
- Sík Sándor
- Schneller Károly
- Schultheisz Emil (jogász)
- Straub F. Brunó
- Sümegi Pál

### Sz
- Szabad Gábor
- Szabó Gábor
- Szabó József
- Szajbély Mihály
- Szauder József
- Szádeczky-Kardoss Lajos
- Szádeczky-Kardoss Samu
- Szent-Györgyi Albert
- Szerb Antal
- Szilasi László
- Szinnyei József
- Szondi Ildikó
- Szőkefalvi-Nagy Béla
- Szőkefalvi Nagy Gyula
- Szőnyi György Endre

### T
- Trencsényi-Waldapfel Imre
- Tokaji Géza
- Toró Tibor
- Tömörkény István

### V
- Vajda Attila
- Varró Vince
- Várkonyi Hildebrand Dezső

### W
- Wittman Tibor

### Z
- Zolnai Béla

## Hallgatók

### B
- Banga Ilona Kossuth-díjas biokémikus, a biológia tudományok doktora (1955), Baló József felesége
- Oláhné Béládi Ilona

### H
- Hetényi Magdolna geokémiku

### K
- Karikó Katalin kutató, biokémikus, egyetemi oktató, feltaláló
- Katona Márta
- Kiss Tamás molekuláris biológia, ő fedezte fel az mRNS módosításának mechanizmusát a sejtekben.

### N
- Nagy Erzsébet mikrobiológus

### Sz
- Széll Márta

### P
- Kornelia Polyak rákkutató, a SZOTE hallgatója volt 1985 és 1991 között. 2022-ben választották meg a NAS (National Academy of Sciences) tagjává.

### V
- Vígh Éva